# Cudot
Cudot är en kommun i departementet Yonne i regionen Bourgogne-Franche-Comté i norra Frankrike. Kommunen ligger i kantonen Saint-Julien-du-Sault som tillhör arrondissementet Sens. År 2022 hade Cudot 392 invånare.

## Befolkningsutveckling
Antalet invånare i kommunen Cudot
| Referens: INSEE |